# Tobias Smollett

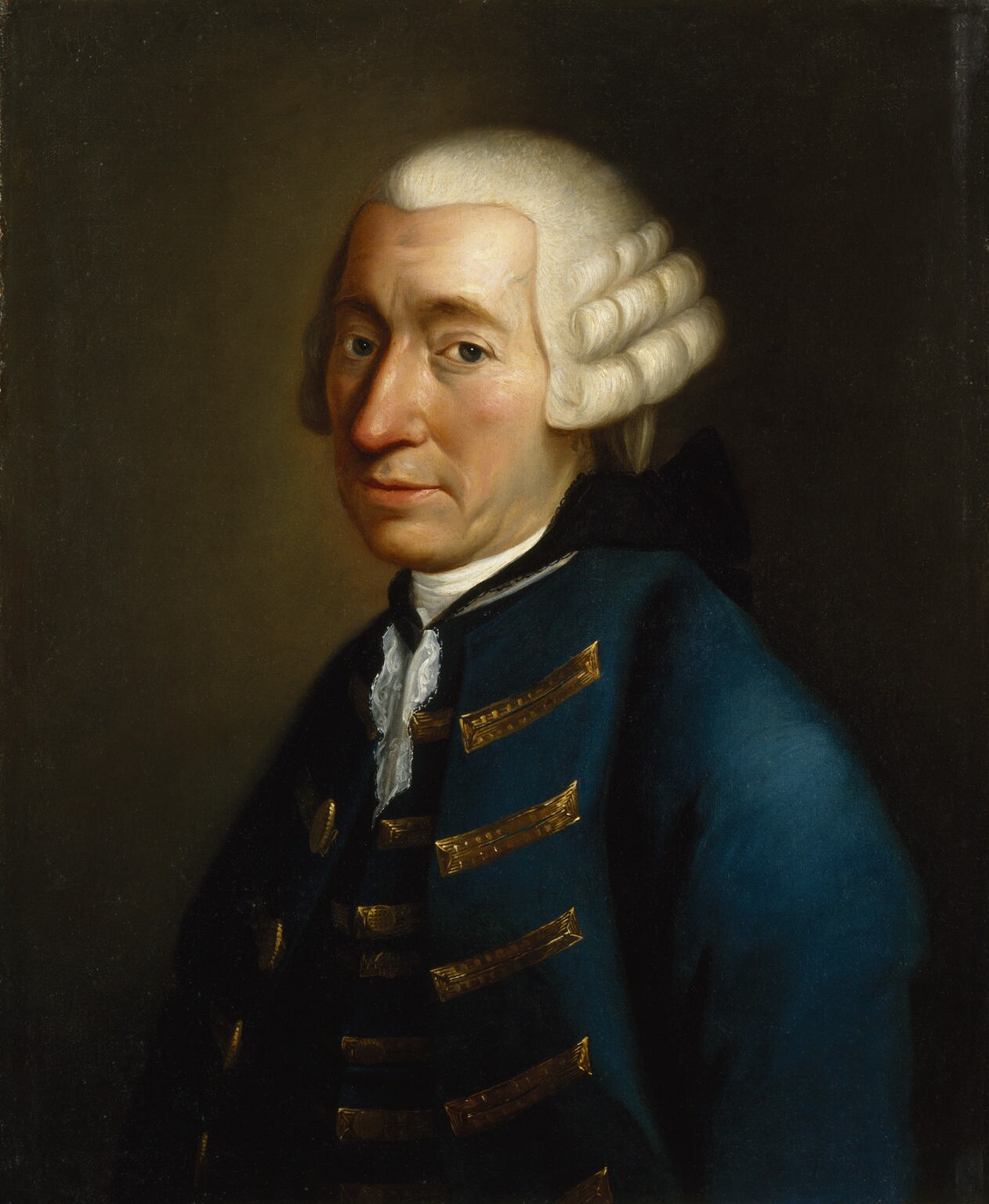
Tobias Smollett, um 1770

Tobias George Smollett (* 19. März 1721 in Dalquhurn, West Dunbartonshire, Schottland; † 17. September 1771 in Livorno, Italien) war ein schottischer Arzt und Schriftsteller.

## Leben
Smollett war der Sohn eines Richters und Grundbesitzers und erhielt seinen Unterricht durch Hauslehrer. In den 1730er Jahren begann er am Marischal College (University of Glasgow) Medizin zu studieren, erhielt aber keinen formalen Abschluss in diesem Fach. Nach einer kurzen Tätigkeit als Assistent eines Chirurgen in Glasgow zog Smollett 1739 nach London, um dort sein Glück als Dramatiker zu versuchen.
Er war damit jedoch nicht sonderlich erfolgreich und reiste 1740 als Schiffsarzt, zunächst auf der H.M.S. Chichester, nach Jamaika, wo er sich für mehrere Jahre niederließ. Nach seiner Rückkehr eröffnete er 1747 eine Arztpraxis in London und heiratete eine reiche jamaikanische Erbin, Anne Nancy Lascelles (1721–1791). Mit dem schottischen Arzt und Geburtshelfer William Smellie war er freundschaftlich verbunden.
Seine erste Veröffentlichung war ein Gedicht über die Schlacht von Culloden, doch erst sein pikaresker Roman Roderick Random, den er nach dem Vorbild des Gil Blas von Alain-René Lesage verfasst hatte, machte ihn 1748 berühmt. Autobiographische Elemente waren hier mit Komik und Fabulierkunst zu einem Schelmenroman ausgebaut worden. In den folgenden Jahren sammelte Smollett in Frankreich Material für seinen nächsten Roman, The Adventures of Peregrine Pickle, der 1751 erschien und ebenfalls ein großer Erfolg war. 1752 ließ sich Smollett von Henry Fielding und John Hill in den Paper War of 1752–1753 hineinziehen. 1753 folgte Ferdinand Count Fathom (Graf Ferdinand Fathom), der in mancher Hinsicht schon den späteren Schauerroman vorwegnahm. Smollett wurde nun als eine führende literarische Persönlichkeit betrachtet, er stand in Verbindung mit David Garrick, Oliver Goldsmith, Samuel Johnson und Laurence Sterne.
In seiner letzten Lebensdekade schrieb Smollett als Fortsetzung von Humes „History“ A Complete History of England (1750) und A Continuation of the Complete History (5 Vol., Ldn., Baldwin 1760–65, ca. 2500 S., 51 Kpf. u. 10 gest. u. gef. Ktn.), das er als sein eigentliches Hauptwerk betrachtete, ferner den Roman Sir Launcelot Greaves (1760) und die Reiseberichte Travels through France and Italy (1766). Sein letzter Roman Humphry Clinker, der im Jahr seines Todes erschien, gilt vielen Lesern als sein gelungenstes Werk: Elemente des Schelmenromans, des Briefromans und des Reiseberichts sind hierin auf kunstvolle Weise zu einer Einheit verbunden worden.
Aus gesundheitlichen Gründen verbrachte Smollett seine letzten Lebensjahre in Italien, wo er 1771 verstarb.

## Werke (Auswahl)
The adventures of Roderick Random
- Begebenheiten des Roderick Random, übersetzt von Johann Georg Büsch. Hamburg 1755. 2 Bände.
- Roderich Random, übersetzt von Wilhelm Christhelf Sigmund Mylius.
  - Himburg, Berlin 1790. 2 Bände.
  - Mannheim 1802. 4 Bände.
  - (Die Bücherei der Abtei Thelem 13–14). Müller, München / Leipzig 1914. 2 Bände.
  - Die Abenteuer des Roderick Random nach der Übersetzung von W. Chr. S. Mylius.
    - 1. Auflage. Insel, Leipzig 1965. 2. Auflage 1969. 643 Seiten.
    - Insel, Leipzig 1982. 592 Seiten.
    - Beck, München 1982. 592 Seiten.

  - Die Abenteuer Roderich Randoms. Sprachlich erneuerte und ergänzte Übersetzung (unter dem Namen Tobias Smollet). 1. Auflage. Neues Leben,  Berlin 1952, 707 Seiten. 2. Auflage 1954, 707 Seiten. 3. Auflage 1978, 713 Seiten.
- Abenteuer Roderick Random’s (= Classische Bibliothek der älteren Romandichter Englands 7–10). Westermann, Braunschweig 1839. 4 Bände.
- Die Abenteuer Roderick Randoms. Moewig, München 1977. 395 Seiten.

Peregrine Pickle and his adventures
- Begebenheiten des Peregrine Pickels. 4 Bände.
  - Gleditsch, Leipzig 1753.
  - Heineck,  Leipzig; Faber, Kopenhagen 1769.
- Peregrine Pickle, übersetzt von Wilhelm Christhelf Siegmund Mylius.
  - 1. Auflage. Himburg, Berlin 1785, 2. Auflage 1789. 4 Bände.
  - (= Die Bücher der Abtei Thelem 15–16). 1. Auflage. Müller, München / Berlin 1914; 2. Auflage 1917. 2 Bände.
- Peregrine Pickle, übersetzt von W. H. von Vogt (= Sammlung der ausgezeichnetsten humoristischen und komischen Romane des Auslandes in neueren, zeitgemäßen Bearbeitungen 1–5). 5 Bände. Ferdinand Rubach, Magdeburg 1827 (Bände 1 und 2); Hofbuchdruckerei, Altenburg 1828 (Bände 3 bis 5).
- Peregrin Pickle’s Abenteuer, Fahrten und Schwänke, übersetzt von Georg Nikolaus Bärmann (= Classische Bibliothek der älteren Romandichter Englands 14–19). Westermann, Braunschweig 1840. 6 Bände.
- Peregrin Pickles Abenteuer, Fahrten und Schwänke nach der Übersetzung von G. N. Bärmann (= Collection Spemann, 169–171). W. Spemann, Stuttgart [1884].
- Die Abenteuer des Peregrine Pickle, übertragen von Hans Matter.
  - Büchergilde Gutenberg, Zürich 1955. 684 Seiten.
  - Winkler, München 1966. 861 Seiten.
  - Buchclub Ex Libris, Zürich 1967. 864 Seiten.
  - Wissenschaftliche Buchgesellschaft, Darmstadt 1967 und 1989. 861 Seiten.
  - Rencontre, Lausanne [1968]. 2 Bände.
- Die Abenteuer des Peregrine Pickle, übersetzt von Werner Kautz. Insel, Leipzig 1972. 2 Bände.

The adventures of Ferdinand Fathom
- Begebenheiten Ferdinands Grafen von Fathom. Rothe, Kopenhagen 1770–1771. 2 Bände.
- Graf Ferdinand Fathom, übersetzt von Friedrich von Oertel.
  - Beygang und Ackermann, Leipzig / Sorau 1799.
  - Mannheim 1803. 2 Bände.

The adventures of Sir Launcelot Greaves
- Abentheuer des Ritters Launcelot Greaves. Rothe, Kopenhagen 1772.

Travels through France and Italy
- Reise durch Frankreich und Italien oder gesammelte Nachrichten von den Sitten und Gebräuchen etc. Leipzig 1767.

The expedition of Humphry Clinker
- Humphry Klinkers Reise. übersetzt von Johann Joachim Christoph Bode.  1. Auflage. Weidemann und Reich, Leipzig 1772, 3 Bände. 2. Auflage 1775, 3. Auflage 1785.
- Humphry Clinker’s Reisen, übersetzt von Heinrich Döring (= Classische Bibliothek der älteren Romandichter Englands 11–13). Westermann, Braunschweig 1839. 3 Bände.
- Humphry Clinkers denkwürdige Reise, übersetzt von Walter Batt (= Sammlung Dieterich 212). 1. Auflage. Dieterich, Leipzig 1959; 2. Auflage 1971. 558 Seiten.
- Humphry Clinkers Reise, übersetzt von Peter Staengle. Manesse, Zürich 1996, 719 Seiten.